# Resavica (selo)
Pour les articles homonymes, voir Resavica.
Resavica (selo) (en serbe cyrillique : Ресавица (село)) est un village de Serbie situé dans la municipalité de Despotovac, district de Pomoravlje. Au recensement de 2011, il comptait 131 habitants.

## Démographie

### Évolution historique de la population
| 1948 | 1953 | 1961 | 1971 | 1981 | 1991 | 2002 | 2011 |
| ---- | ---- | ---- | ---- | ---- | ---- | ---- | ---- |
| 263  | 268  | 277  | 262  | 229  | 218  | 159  | 131  |

|  |